# Canton de Saint-Flour-Nord
Le canton de Saint-Flour-Nord est une ancienne division électorale française, située dans le département du Cantal en région Auvergne. Il a été remplacé en 2015 par le Canton de Saint-Flour-1.

## Composition
Le canton de Saint-Flour-Nord se composait d’une fraction de la commune de Saint-Flour et de quatorze autres communes. Il comptait 7 656 habitants (population municipale) au 1er janvier 2012.
| Nom                     | Code Insee | Intercommunalité          | Population (dernière pop. légale)             |
| ----------------------- | ---------- | ------------------------- | --------------------------------------------- |
| Saint-Flour (chef-lieu) | 15187      | CC Saint-Flour Communauté | Fraction : 2 551(2012) Commune : 6 643 (2014) |
| Andelat                 | 15004      | CC Saint-Flour Communauté | 462 (2014)                                    |
| Anglards-de-Saint-Flour | 15005      | CC Saint-Flour Communauté | 343 (2014)                                    |
| Coltines                | 15053      | CC Saint-Flour Communauté | 453 (2014)                                    |
| Coren                   | 15055      | CC Saint-Flour Communauté | 411 (2014)                                    |
| Lastic                  | 15097      | CC Saint-Flour Communauté | 120 (2014)                                    |
| Mentières               | 15125      | CC Saint-Flour Communauté | 119 (2014)                                    |
| Montchamp               | 15130      | CC Saint-Flour Communauté | 137 (2014)                                    |
| Rézentières             | 15161      | CC Saint-Flour Communauté | 115 (2014)                                    |
| Roffiac                 | 15164      | CC Saint-Flour Communauté | 609 (2014)                                    |
| Saint-Georges           | 15188      | CC Saint-Flour Communauté | 1 138 (2014)                                  |
| Talizat                 | 15231      | CC Saint-Flour Communauté | 586 (2014)                                    |
| Tiviers                 | 15237      | CC Saint-Flour Communauté | 168 (2014)                                    |
| Vabres                  | 15245      | CC Saint-Flour Communauté | 240 (2014)                                    |
| Vieillespesse           | 15259      | CC Saint-Flour Communauté | 275 (2014)                                    |

## Histoire
Le canton a été supprimé en 2015 après le redécoupage des cantons du département :
- même s'il y a toujours deux cantons de Saint-Flour, la partie nord de la commune ainsi que les communes d'Andelat, de Coltines, de Coren, de Lastic, de Mentières, de Montchamp, de Rézentières, de Roffiac, de Talizat, de Tiviers et de Vieillespesse font partie du nouveau canton de Saint-Flour-1 ;
- les communes d'Anglards-de-Saint-Flour, de Saint-Georges et de Vabres ont été intégrées au nouveau canton de Neuvéglise-sur-Truyère.

## Représentation

### Conseillers d'arrondissement (de 1833 à 1940)
Le canton de Saint-Flour-Nord avait deux conseillers d'arrondissement.
| Période                                  | Période | Identité                                       | Étiquette       | Qualité |
| ---------------------------------------- | ------- | ---------------------------------------------- | --------------- | --- |
| 1833                                     | 1836    | Guillaume Vacher (1801-1864)                   |                 | Maire de Saint-Georges.                                                                                      |
| 1833                                     | 1858    | Antoine Amable Lafont                          |                 | Avoué,maire de Saint-Flour.                                                                                  |
| 1836                                     | 1848    | Hippolyte Théret                               |                 | Propriétaire, maire d'Andelat                                                                                |
| 1848                                     | 1852    | Jean Joseph Sulpice Tassy                      |                 | Avoué à Saint-Flour                                                                                          |
| 1852                                     | 1871    | Louis Alexandre Trémeuge, Baron de Laroussière |                 | Propriétaire à Saint-Flour                                                                                   |
| 1858                                     | 1871    | Hippolyte Clavière                             |                 | Juge de paix                                                                                                 |
| 1871                                     | 1874    | Pierre Felgères                                |                 | Maître de poste à Saint-Flour                                                                                |
| 1871                                     | 1904    | Jean Galaud                                    |                 | Propriétaire au Pirou, maire de Saint-Georges                                                                |
| 1874                                     | 1880    | Louis Amagat                                   | Radical Libéral | Médecin à Saint-Flour, député de 1881 à 1890                                                                 |
| 1880                                     | 1886    | Jean Chanson-Dufour (1820-1899)                |                 | Tisserand à Saint-Flour                                                                                      |
| 1886                                     | 1889    | Guillaume Viallefont (1849-1937)               | Républicain     | Agriculteur, maire de Coren (1882-1935), suppléant du juge de paix                                           |
| 1889                                     | 1895    | Jean Chanson-Dufour                            |                 | Tisserand à Saint-Flour                                                                                      |
| 1895                                     | 1904    | Antoine Viallefont                             | Républicain     | Agriculteur, maire de Coren                                                                                  |
| 1904                                     | 1910    | Jean-Emmanuel Grèze (1853-1918)                | Rad.            | Maire de Saint-Georges.                                                                                      |
| 1904                                     | 1940    | Pierre Talandier (1868-1952)                   | Rad.            | Marchand de vins, maire de Roffiac                                                                           |
| 1910                                     | 1919    | Georges Chirol                                 | Radical         | Notaire, propriétaire à Talizat                                                                              |
| 1919                                     | 1925    | M. Roudil                                      |                 | Ingénieur à Saint-Flour                                                                                      |
| 1925                                     | 1941    | Pierre Grèze (1881-1957, fils de J.E.Grèze)    | Rad.            | Minotier, maire de Saint-Georges. Révoqué par le Gouvernement de Vichy.                                      |
| 1940                                     |         |                                                |                 | Les conseils d'arrondissement ont été suspendus par la loi du 12 octobre 1940 et n'ont jamais été réactivés. |
| Les données manquantes sont à compléter. |         |                                                |                 | |

### Conseillers généraux de 1833 à 2015
| Période          | Période      | Identité                                          | Étiquette             | Qualité                                                                                                |
| ---------------- | ------------ | ------------------------------------------------- | --------------------- | --- |
| 1833             | 1835 (décès) | Jean-Joseph-Guillaume Daude                       |                       | Juge au Tribunal de Saint-Flour                                                                        |
| 1835             | 1852         | Jean-Baptiste Guillaume Daude (fils du précédent) | Républicain modéré    | Avocat à Saint-Flour, député (1848-1849)                                                               |
| 1852             | 1858         | Pierre-Hilaire-Frédéric Dessauret d'Auliac        |                       | Propriétaire Maire de Saint-Flour (1847-1855)                                                          |
| 1858             | 1871         | André Creuzet                                     | Bonapartiste          | Député (1854-1870) Ancien Sous-Préfet Maire de Saint-Flour (1855-1870)                                 |
| 1871             | 1880         | Jean Jules Oudoul                                 | Gauche républicaine   | Maire de Saint-Flour (1871-1874, 1877, 1878) Président du Conseil Général Député (1876-1881)           |
| 1880             | 1886         | Louis Amagat                                      | Droite                | Médecin - Député (1881-1890)                                                                           |
| 1886             | 1904         | Alfred Bert                                       | Républicain modéré    | Marchand de planches Maire de Saint-Flour (1887-1888 et 1890-1901)                                     |
| 1904             | 1910         | Guillaume dit Auguste Viallefont                  | Républicain           | Négociant - Maire de Coren, ancien conseiller d'arrondissement                                         |
| 1910             | 1918 (décès) | Jean-Emmanuel Grèze (1853-1918)                   | Rad.                  | Maire de Saint-Georges, conseiller d'arrondissement                                                    |
| 1918             | 1919         | siège vacant                                      |                       | |
| 1919             | 1940         | Louis Chambaron                                   | RG                    | Négociant à Talizat                                                                                    |
|                  |              |                                                   |                       | |
| 1942             | 1945         | Joseph Grèze (1895-1968)                          |                       | Minotier, chef d'entreprise Conseiller municipal de Saint-Flour Nommé conseiller départemental en 1942 |
|                  |              |                                                   |                       | |
| 1945             | 1954 (décès) | Alphonse Dommergue                                | PPUS                  | Notaire Maire de Saint-Flour (1944-1953) Député (1951-1954)                                            |
| 21 novembre 1954 | 1961         | Louis Thioléron                                   | PPUS                  | Négociant, ancien résistant Maire de Saint-Flour (1953-1967) Sénateur (1968-1971)                      |
| 1961             | 1967         | Richard Chaput                                    | MRP                   | Instructeur - Maire de Vieillespesse                                                                   |
| 1967             | 1992         | Paul Esbrat                                       | UDR puis RPR puis DVD | Chef d'entreprise à Saint-Flour                                                                        |
| 1992             | 1998         | Michel Seyt                                       | RPR                   | Chef d'entreprise Premier adjoint au maire de Saint-Flour                                              |
| 1998             | 2015         | Henri Barthélemy                                  | RPR puis UMP          | Chef d'entreprise retraité, Coren Vice-président du Conseil général                                    |

### Résultats électoraux détaillés
- Élections cantonales de 2004 : Henri Barthelemy (UMP) est élu au 1er tour avec 55,04 % des suffrages exprimés, devant Jean-Yves Meyroneinc (PS) (29,83 %) et Maryline Meyrial (FN) (8,76 %). Le taux de participation est de 67,32 % (4 002 votants sur 5 945 inscrits)[5].
- Élections cantonales de 2011 : Henri Barthelemy (UMP) est élu au 1er tour avec 60,53 % des suffrages exprimés, devant Jean-Baptiste Meyroneinc (PS) (32,17 %). Jean-Pierre Roume (PCF) (3,43 %). Le taux de participation est de 69,54 % (1 422 votants sur 2 045 inscrits)[6].

## Démographie
| 1962 | 1968 | 1975 | 1982 | 1990  | 1999  | 2006  | 2011  | 2012  |
| ---- | ---- | ---- | ---- | ----- | ----- | ----- | ----- | ----- |
| -    | -    | -    | -    | 7 798 | 7 219 | 7 597 | 7 627 | 7 656 |